# Vogelsbergbahn
Vogelsbergbahn – jednotorowa i niezelektryfikowana główna linia kolejowa (Hauptbahn) w kraju związkowym Hesja, w Niemczech. Łączy miejscowości Gießen przez Alsfeld z Fuldą.